# Antonio Mota
Antonio Mota Romero (* 26. Januar 1939 in Mexiko-Stadt; † 13. September 1986) war ein mexikanischer Fußballtorwart.

## Biografie

### Verein
Antonio „Piolín“ Mota spielte für den Club Deportivo Oro und den Club Necaxa. Zuverlässige Daten über die Dauer seiner Vereinsstationen sind nicht bekannt. In der englischen Sprachversion wird seine Zugehörigkeit zu Oro mit 1959 bis 1964 angegeben und Necaxa für den anschließenden Zeitraum von 1964 bis 1971 genannt. Die vorliegenden WM-Statistiken bestätigen zumindest, dass er 1962 bei Oro und 1970 bei Necaxa unter Vertrag stand. Während eine Quelle bestätigt, dass er in der Saison 1965/66 für Necaxa spielte, stand er gemäß der RSSSF-Länderspielstatistik zumindest in der Saison 1968/69 (wieder) bei Oro unter Vertrag, während er 1969/70 (erneut) zu Necaxa gehörte.

### Nationalmannschaft
Zwischen 1961 und 1970 kam Mota zu insgesamt 15 Einsätzen für die mexikanische Fußballnationalmannschaft. Sein Länderspieldebüt absolvierte er am 19. April 1961 bei einem Freundschaftsspiel in den Niederlanden, das Mexiko mit 2:1 gewann. Seinen letzten Länderspieleinsatz absolvierte er am 30. September 1970 bei einem Freundschaftsspiel in Brasilien, das mit 1:2 verloren wurde. Seine schwärzeste Stunde bei einem Länderspieleinsatz erlebte er am 10. Mai 1961 in England, als er über die volle Distanz spielte und die Mexikaner mit 0:8 die höchste Niederlage ihrer Länderspielgeschichte erlitten.
Mota gehörte zweimal zum WM-Aufgebot Mexikos: 1962 war er dritter Torwart hinter Carbajal und Gómez, 1970 zweiter Torwart hinter Calderón. Zu einem WM-Einsatz kam er nicht.

## Erfolge
- Mexikanischer Meister: 1962/63 (mit Oro)